# Fédération française de sudoku
Pour les articles homonymes, voir FFS.
La Fédération française de sudoku est l'organe national chargé de gérer et de promouvoir la pratique de sudoku en France.
Elle a commencé ses activités en 2006. Son siège est situé à Tourrette-Levens.